# AC4
AC4 — шведская группа, играют хардкор/панк.
В группе играют: Денис Люкзе́н (вокал), Карл Бакман (гитара), Кристофер Юнссон (бас) и Фредрик Люкссен (барабаны).

## История группы
AC4 гордятся тем, что у них есть корни ещё по меньшей мере в четырёх других «бывших» группах: Refused и The (International) Noise Conspiracy (Денис Люкзе́н), The Vectors (Бакман), и DS-13 (Юнссон). Группа была основана в шведском городе Умео в 2008 году четырьмя музыкантами — Деннисом Люкссеном, Карлом Бакманом, Давидом Сандстрёмом и Йенсом Норденом. 5 мая 2008 года состоялось первое выступление группы.
В 2009 году они выпустили свой первый музыкальный альбом под названием AC4.
В апреле 2011 года AC4 вместе c Star Fucking Hipsters отправились в турне по городам Австралия. Через год бас-гитарист AC4 Сандстрём вынужден был уйти. Место Сандстрёма занял Кристофер Юнссон. До этого Юнссон был бас-гитаристом в группах DS-13 и Imperial Leather.
В марте 2013 года вышел второй альбом Burn the World.
В апреле 2013 года AC4 отправились на гастроли по Европе. Группа сыграла концерт на фестивале Groezrock в Бельгии.
В мае 2013 году AC4 распалась, а в сентябрь 2013 года Карл Бакман основали новую группу под названием The Т-55's.

## Состав
- Деннис Люкссен (швед. Dennis Lyxzén) — вокал
- Карл Бакман (швед. Karl Backman) — гитара
- Кристофер Юнссон (швед. Christoffer Jonsson) — бас-гитара
- Фредрик Люкссен (швед. Fredrik Lyxzén) — ударная установка[8]

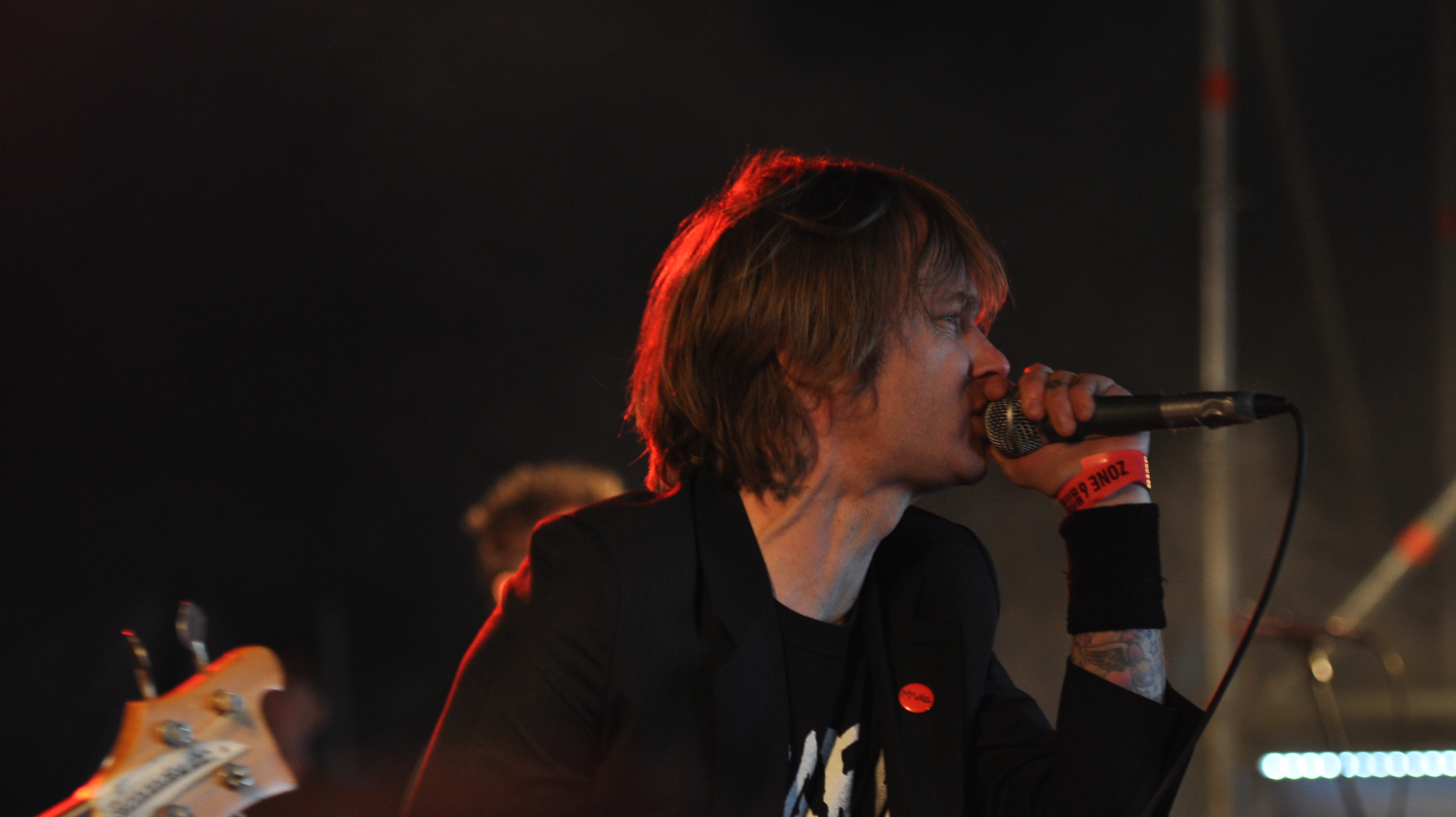
Деннис Люкссен
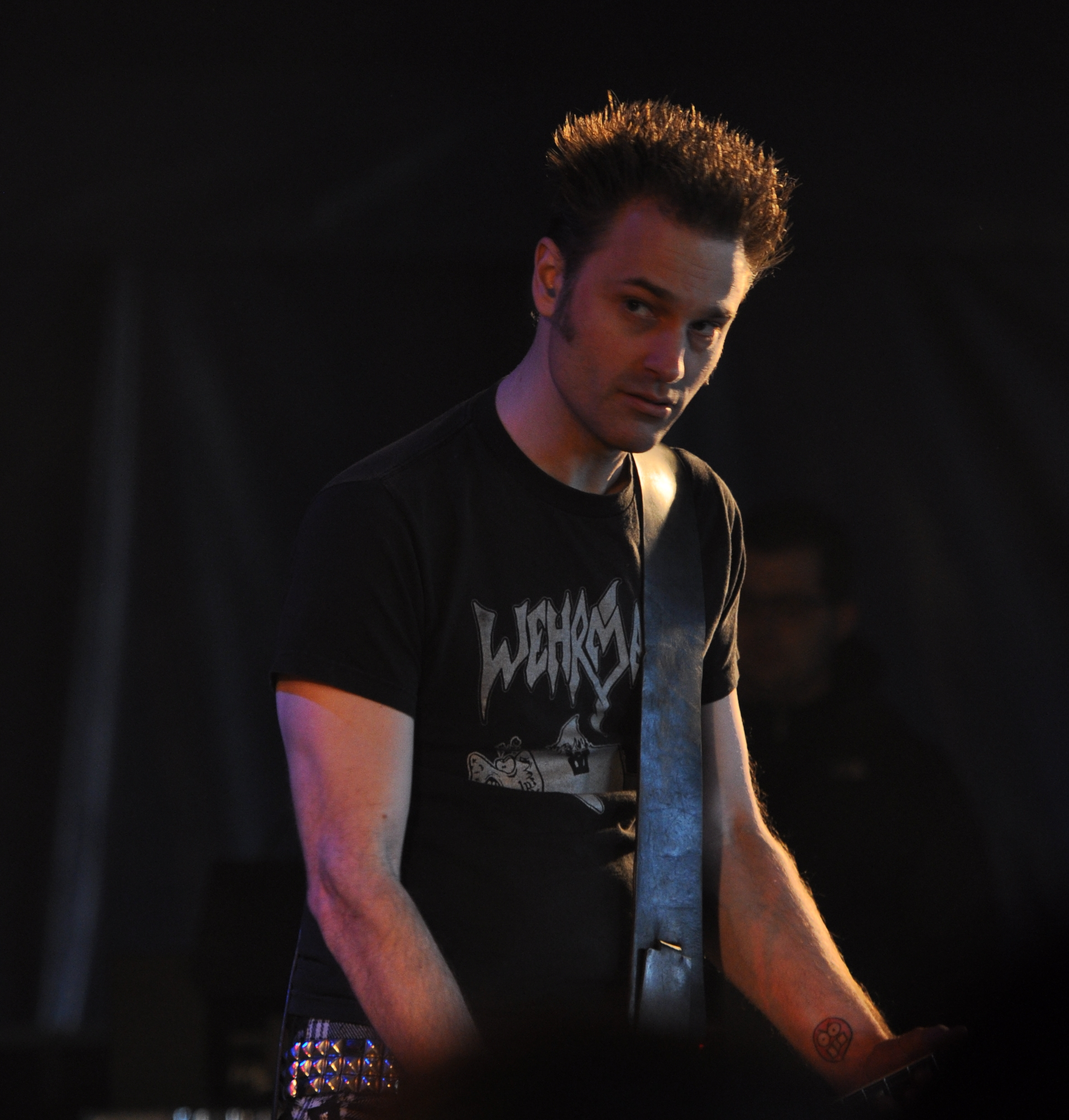
Карл Бакман
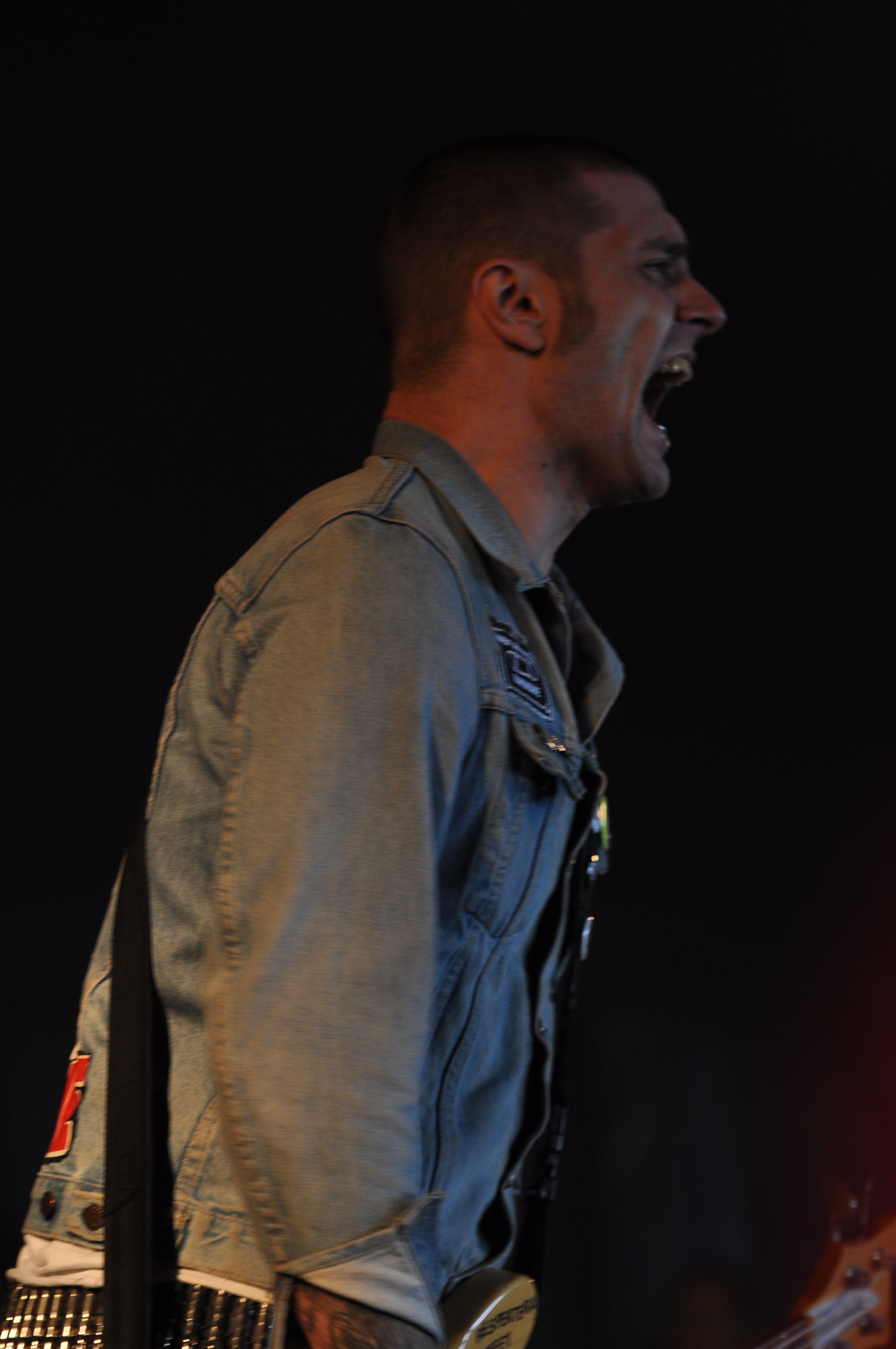
Кристофер Юнссон
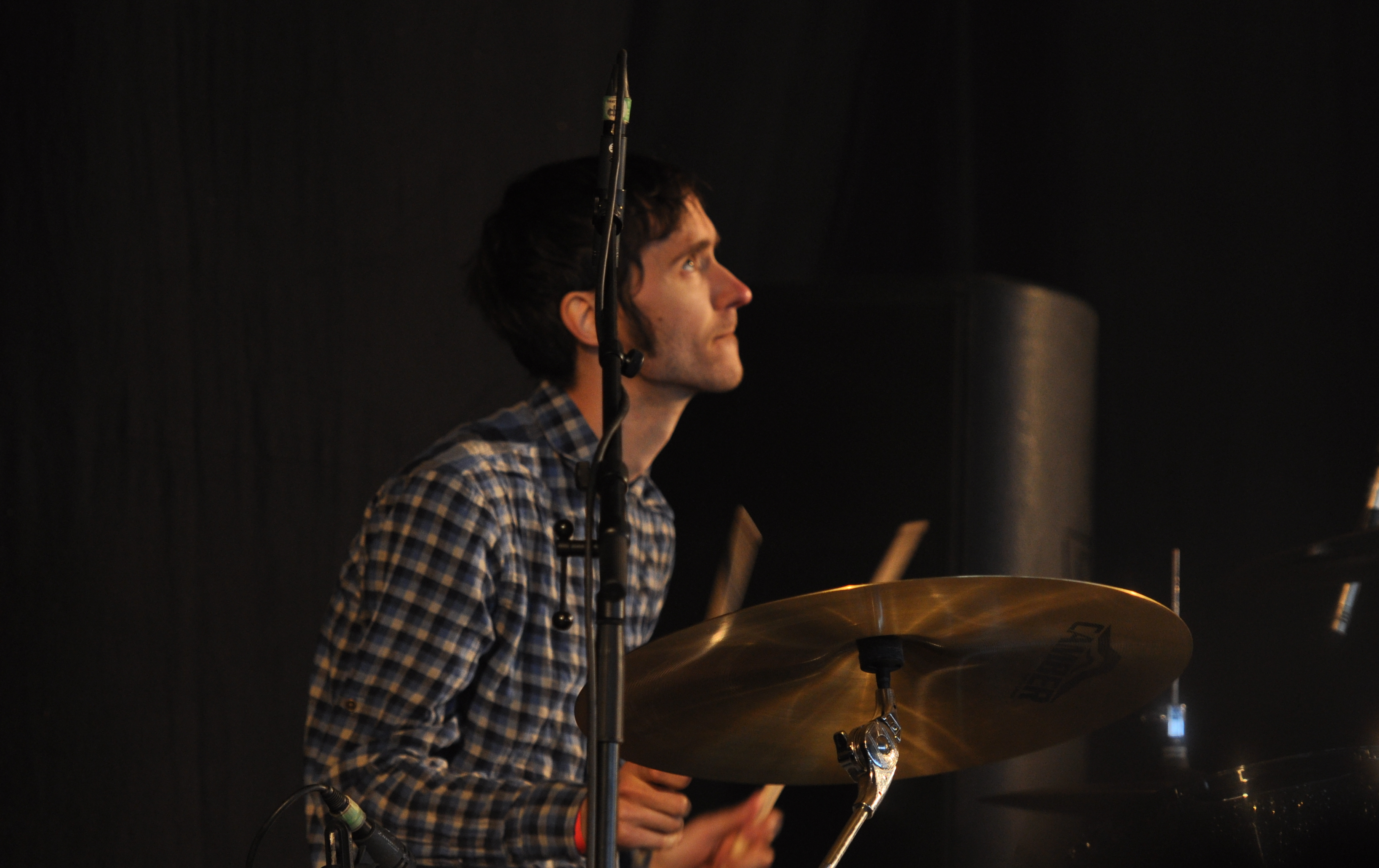
Фредрик Люкссен

### Бывшие участники
- Давид Сандстрём (швед. David Sandström) — бас-гитара (2008—2011)
- Йенс Норден (швед. Jens Nordén) — ударная установка (2008—2013)[8]

## Дискография

### LP
| Год  | Информация |
| ---- | --- |
| 2009 | AC4 - Издан: Сентябрь 2009 - Переиздан: 2010, 2011 - Лейбл: Ny Våg / Deranged Records / Shock Records - Формат: CD, LP |
| 2013 | Burn the World - Издан: Март 2013 - Лейбл: Ny Våg / Deathwish Inc. - Формат: CD, LP                                    |

### EP
- Umeå Hardcore (2010)

### Другие релизы
- AC4 / SSA (2010) — совместно с Surprise Sex Attack